# 2008年夏季奧林匹克運動會馬術比賽—團體盛裝舞步賽
2008年夏季奧林匹克運動會馬術比賽－團體盛裝舞步賽於2008年8月9日至8月12日在香港的香港體育學院和雙魚河畔舉行。

## 獎牌榜

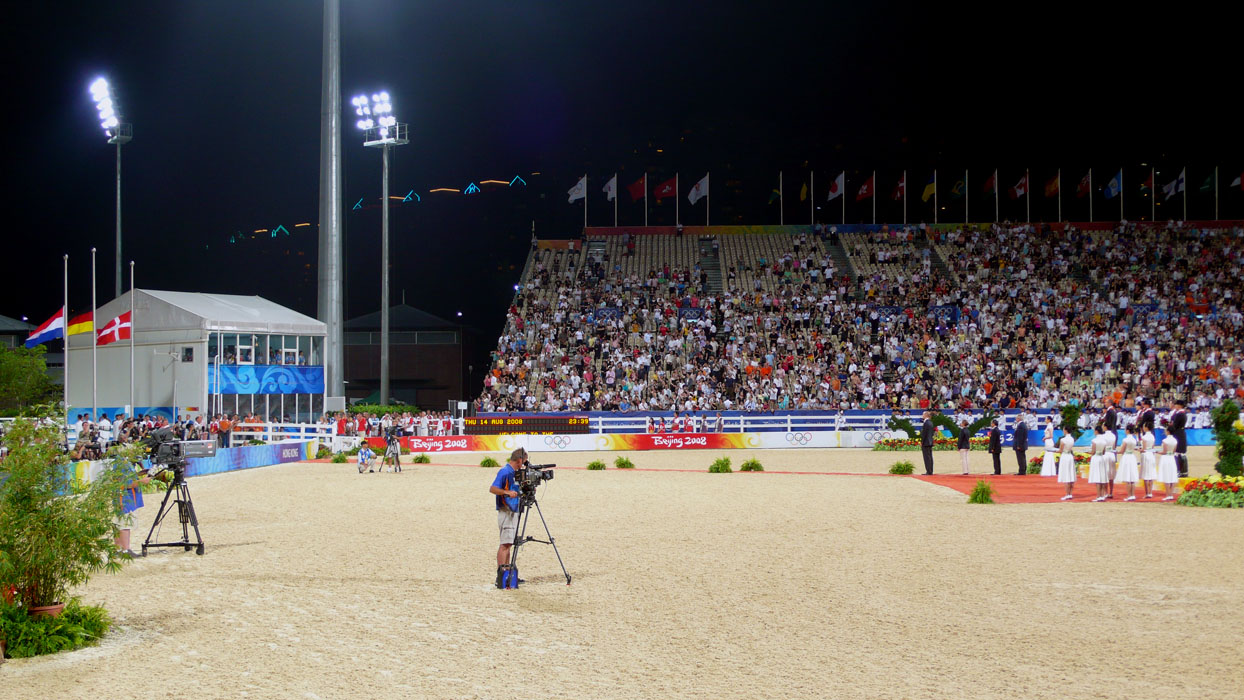
2008年奧運馬術比賽－團體盛裝舞步賽頒獎儀式

| 獎牌 | 運動員 | 成績     |
| 金牌 | 德国（GER） · 海克· · 座騎：Bonaparte · 娜丁·卡佩尔曼 · 座騎：Elvis Va · 伊莎贝尔·魏斯 · 座騎：Satchmo                                         | 72.917分 |
| 銀牌 | 荷兰（NED） · 汉斯·彼得·明德豪德 · 座騎：Nadine · 伊姆克·斯海勒肯斯－巴特尔斯 · 座騎：Sunrise · 安基· · 座騎：Salinero                     | 71.750分 |
| 銅牌 | 丹麦（DEN） · 安妮·范奥尔斯特 · 座騎：Clearwater · 纳塔莉·楚·赛恩·维特根斯坦 · 座騎：Digby · 安德烈亚斯·赫尔格斯特兰德 · 座騎：Don Schufro | 68.875分 |

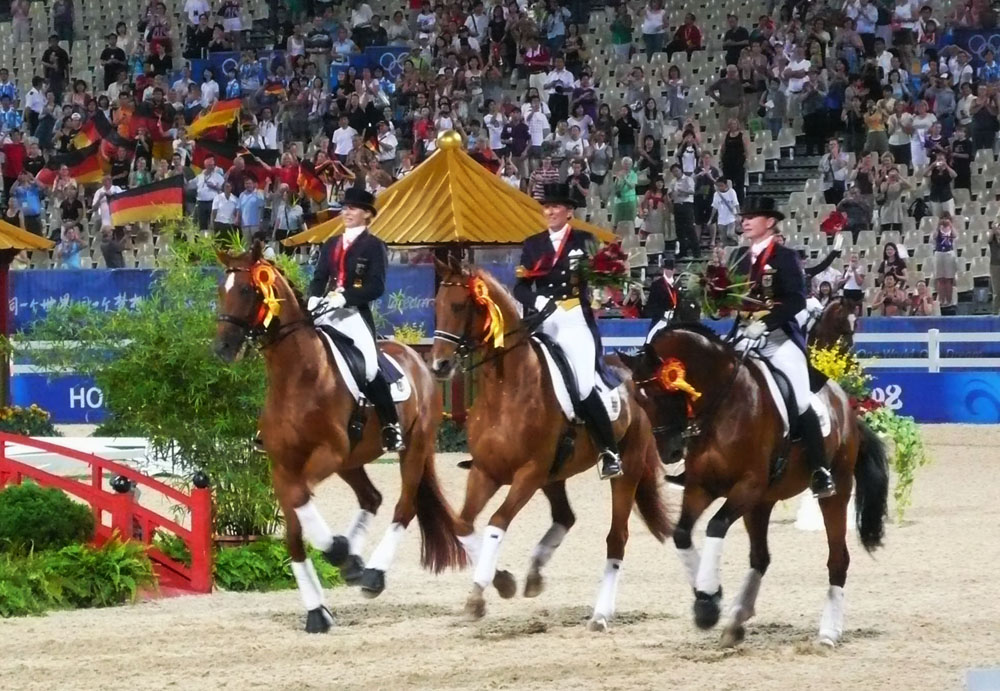
金牌得主－德國
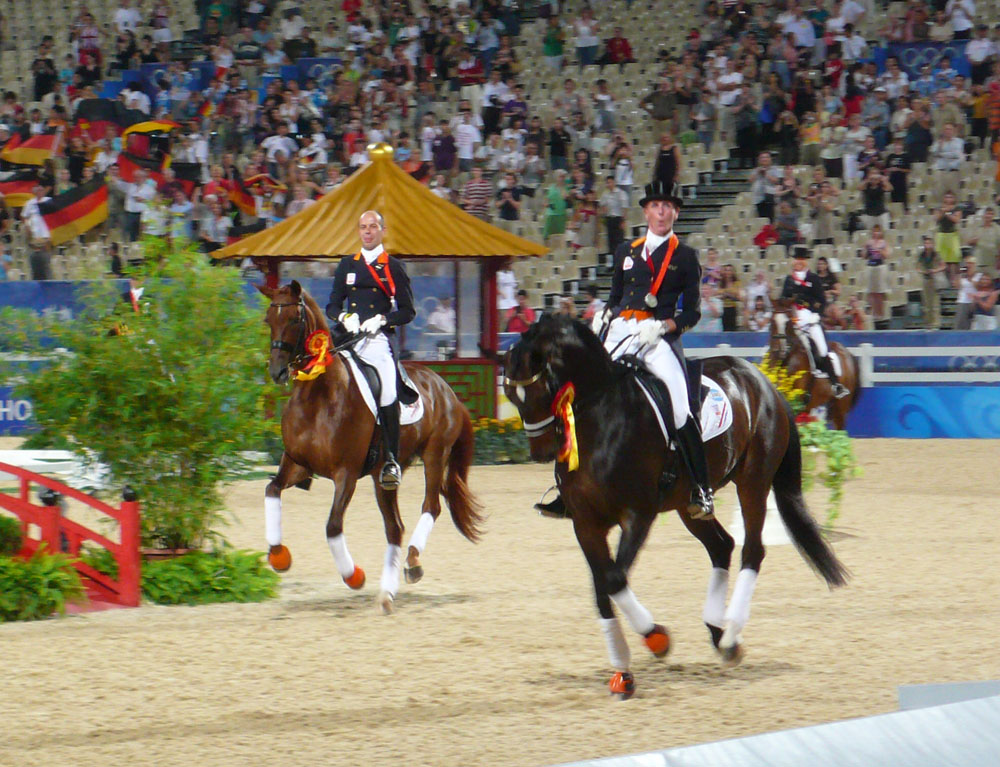
銀牌得主－荷蘭